# Pirargyryt
Pirargyryt (pirargityt, pyrargyryt) – minerał z gromady siarkosoli. Podobnie jak proustyt, jest kruszcem srebra.  Należy do grupy minerałów bardzo rzadkich.
Nazwa pochodzi od gr. pyr = ogień i argyros = srebro; nawiązuje do barwy minerału i jego składu chemicznego.

## Charakterystyka

### Właściwości
Zazwyczaj tworzy kryształy o pokroju słupkowym,  (trygonalne słupy), romboedry, skalenoedry. Tworzy zbliźniaczenia i pseudomorfozy. Znanych jest ponad 80 różnych form tego minerału. Występuje w skupieniach zbitych, ziarnistych tworzy dendryty i naloty. Bardzo łatwo pomylić go można z proustytem, jest z nim izostrukturalny – podobnie jak on ciemnieje pod wpływem światła. Łatwo się topi i rozpuszcza w kwasie azotowym. Współwystępuje z proustytem, argentytem, stephanitem, galeną, rodochrozytem, kalcytem, kwarcem. Często zawiera domieszki arsenu.

### Występowanie
Występuje w żyłach kruszcowych. Jest składnikiem utworów hydrotermalnych.
Miejsca występowania:
- Na świecie: Peru, Chile, Meksyk, Słowacja, Czechy, Hiszpania, Niemcy, Włochy, USA, Boliwia, Rumunia.

- W Polsce: został stwierdzony w okolicach Kowar i Grudnej na Dolnym Śląsku.

### Zastosowanie
- ważne źródło otrzymywania srebra – 60% Ag,
- minerał poszukiwany przez kolekcjonerów.